# Calyptrogyne allenii
Calyptrogyne allenii là loài thực vật có hoa thuộc họ Arecaceae. Loài này được (L.H.Bailey) de Nevers mô tả khoa học đầu tiên năm 1995.